# Akce Zamość
Akce Zamość  (německy Aktion Zamość) byl experimentální kolonizační projekt vedený třetí říší v okupovaném Polsku. Byl aplikován od listopadu 1942 do srpna 1943 v Zamośći, administrativním obvodu polského Generálního Gouvernementu, Odilem Globocnikem, velitelem policie a oddílů SS v Lublinu. Tento projekt byl vytvářen již od roku 1941 na popud Heinricha Himmlera, velitele říšského oddílu SS, na základě detailní studie vypracované experty SS na kolonialismus. Region Zamość byl vybrán z toho důvodu, že se na jeho území vyskytují německé osady ustanovené již za vlády Josefa II., kvůli úrodné půdě a také díky Zamośći jako takovému, jelikož se jedná o renesanční město.
První vlna usazování se uskutečnila na konci roku 1942 po deportaci židovského obyvatelstva, vypuzení polských obyvatel, přemístění Ukrajinců (ti byli znovu usazeni v jiných vesnicích v oblasti) a po důkladném výběru Volksdeutsche (německých obyvatel) pocházejících z celé Evropy. První vlna byla rychle upevněna druhou vlnou usazování v lednu 1943, ale i přesto celý koloniální projekt řízený SS zůstával chatrný: osady byly napadány polským odbojem, uprchlými válečnými zajatci a sovětskými vojáky. Během března 1944 se noví osadníci rozprchli kvůli dvojitému tlaku jak ze strany domácího odboje, tak i blížící se Rudé armády. Kolonie byla kompletně opuštěna po dobytí regionu Rudou armádou v létě roku 1944.

## Poloha města Zamość a okolního regionuZamojszczyzna

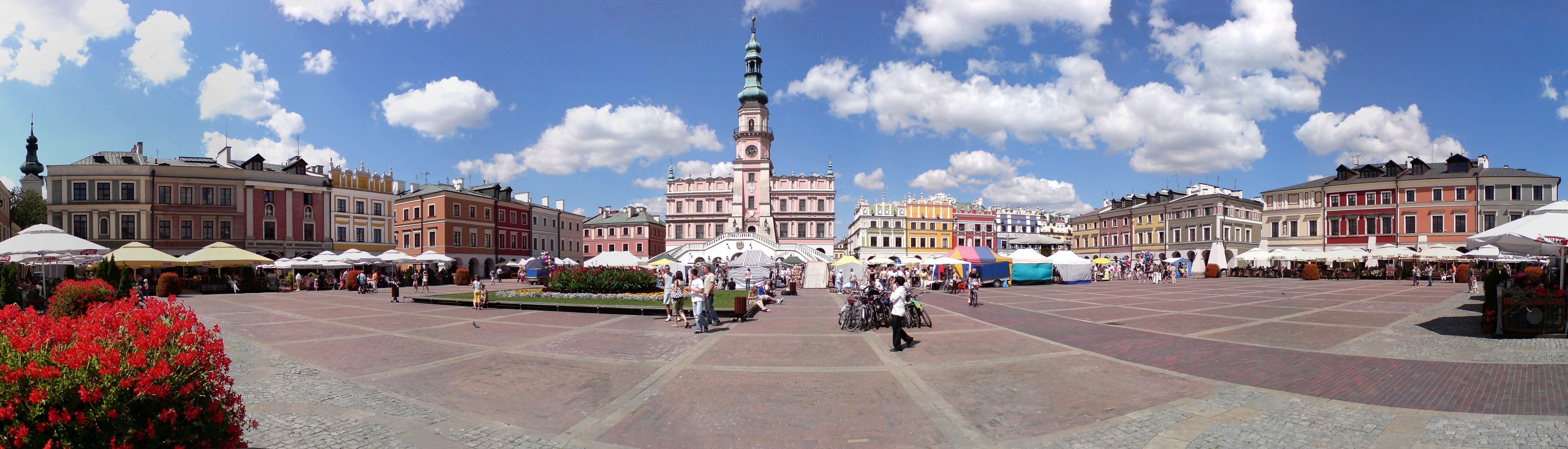
Náměstí ve městě Zamość dnes

### Období před rozpoutáním konfliktu
Před konfliktem v roce 1939 žilo v oblasti 517 000 obyvatel. Dvě třetiny z nich byli Poláci, čtvrtina Ukrajinci a 10 % byli Židé. Město tak leželo v zóně kontaktu mezi polskou a ukrajinskou populací, což mělo za následek rivalitu mezi oběma slovanskými národy, a tak příchozí okupanti neměli žádný problém jednat jen v souladu se svými cíli.
Oblast představuje jednu třetinu rozlohy lublinského vojvodství, jedná se o bohatý zemědělský region zaměřující se především na pěstování obilnin, brambor a tabáku. Oblast je velmi hustě obydlená (okolo 81 obyvatel/km²), s převahou polských a ukrajinských rolníků. Městečko Zamość s 26 000 obyvateli, vybudované polským velmožem Janem Zamoyskim (1541-1605), tvoří centrum celé oblasti..

### Polský generální Gouvernement, kompetentní správa distriktu Lublin

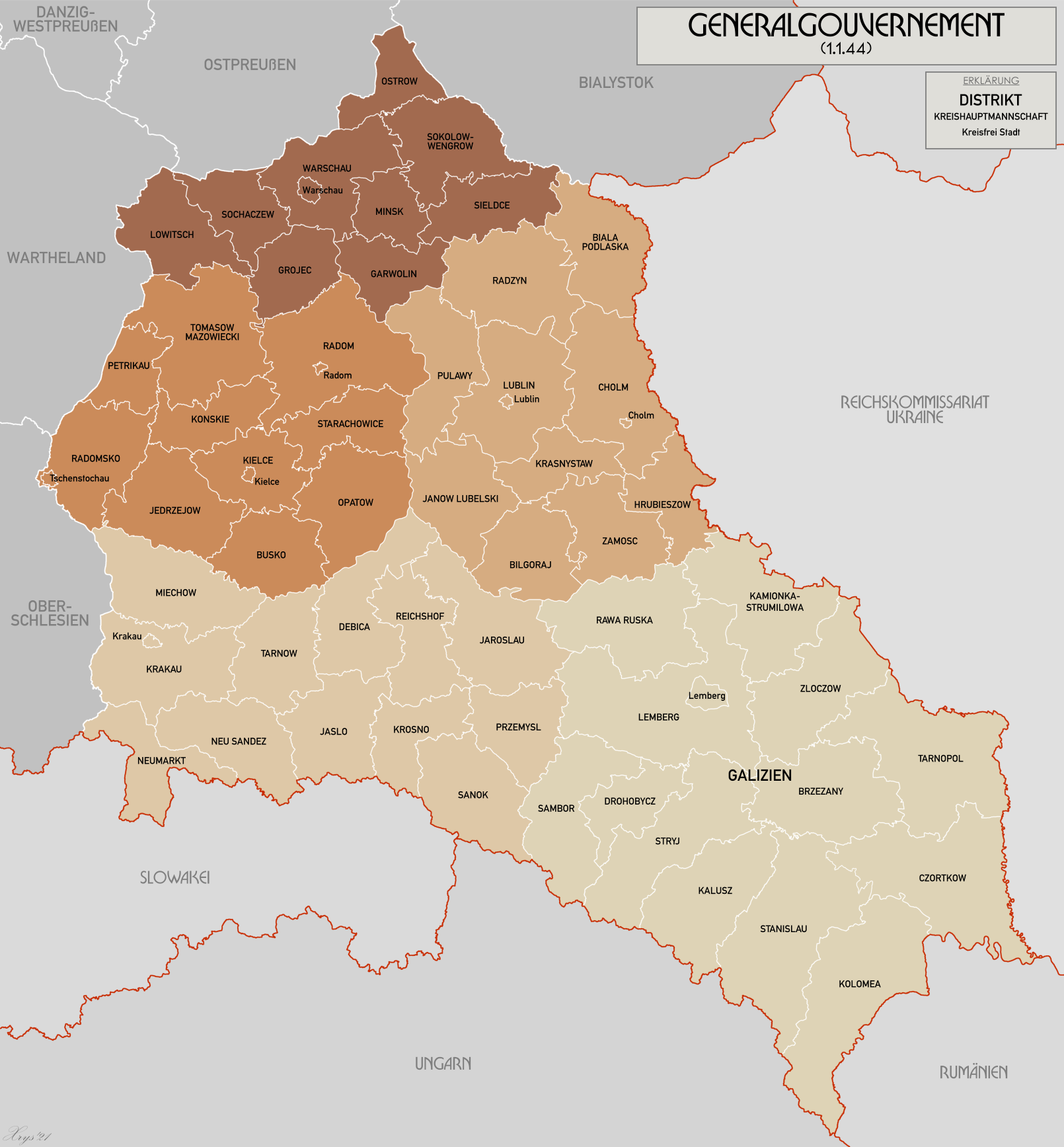
Mapa dělení Generálního gouvernementu

Region Zamość náležel do tzv. polského „zbytkového státu“, který byl založen 8. října 1939. Stejně jako v celém generálním Gouvernementu rozdělení pravomocí mezi státními, málo početnými a málo zkušenými úředníky Gouvernementu a zmocněnci německé policie vytvářelo silný administrativní chaos.
Na území Gouvernementu nacistický průzkum ohledně koloniálních kořenů dosáhl vrcholu díky projektům vypracovaným v roce 1940: v březnu 1941 Hellmut Körner, zástupce rezortu zemědělství ve správě Gouvernementu, navrhl projekt týkající se změny pozemkové struktury, která by vedla ke zvýšení zemědělské produkce a vylidnění venkova, což by umožnilo vznik pracovní síly pro průmysl.
Nicméně projekty SS a především jejich aplikace vyústila v tlumené nepřátelství ze strany Franka a jeho podřízených. Dospělo to do stádia, že se Frank až do července 1944 stavěl proti všem politickým krokům SS na územích, za která byl zodpovědný. V prosinci 1942 se Hans Frank, bývalý advokát, ohradil vůči přání naplánovat vyhlazení polského lidu s ohledem na vědecké výpočty polské pracovní kapacity. Frank se neohrazoval vůči obsahu polských projektů Himmlera a SS, ale vůči důsledkům vyvstávajícím z realizace nacistických koloniálních a rasových cílů. Zaměřil se tak na propojení zacházení s polskými obyvateli a rozmach vnitřního odporu, přičemž jako řešení vzrůstajícího odporu navrhl sérii opatření k celkovému zlepšení polského údělu. Odpovědi Ernsta Kaltenbrunnera z 19. října 1944, na poštu z 5. července stejného roku, jen po celou dobu konfliktu přejímaly argumenty SS.

### Lublinské vojvodství pod německou okupací
Od roku 1941 byla oblast umístěna na periferii zóny vlivu Říše, na hraničním území, v dosahu vlivu Sovětského svazu. Tato blízkost ulehčila organizaci takzvaných makistů a umožnila politiku zabezpečení a efektivního monitorování problémové oblasti. Úkol byl svěřen speciální jednotce SS, rekrutované mezi lovci odsouzenými za pytláctví, takzvané brigádě Dirlewanger: muži z této jednotky operovali v lesích podél hranice, účastnili se operací na zajištění bezpečnosti hranice, kontroly obyvatel a bojů proti černému trhu, který byl v tomto regionu velmi aktivní.
Jako součást lublinského vojvodství se město Zamość nachází na křižovatce dvou hlavních os, které, přesně řečeno, vedou z Německa do Ingrie a na Krymský poloostrov. Díky tomu hrálo lublinský vojvodství v očích Hitlera klíčovou roli při budoucí reorganizaci východní Evropy, a tak podél těchto tepen musely být umístěny jednotky SS.
K úmyslu využít komunikačního uzlu mezi obcemi s rodilými Němci rozmístěnými ve východní Evropě se přidal i úmysl oživit v zemi germánské dědictví. Po tom, co po dělení Polska v roce 1772 připadl region Rakousku, zažil pod správou Josefa II. velké změny: nevolnictví bylo zrušeno, Židé se emancipovali a roku 1784 zde byli umístěni rolníci z regionu Rýnská Falc. I když podle seznamu nacházejícího se ve Vídni, mělo být osadníků nabraných během této kolonizační vlny 732, Globocnikovy služby odhadovaly množství osob určených na regermanizaci na 7500, což zahrnovalo potomky 151 původních rodin, které se s touto vlnou identifikovali (podle nacistických demografů degermanizace této populace byla dokončena v letech 1890). Kvůli všem těmto důvodům si Himmler přál udělat ze Zamośće a z celého vojvodství vzorový model a opěrný bod pro budoucí kolonizaci vedenou SS.

## Kolonizační plány
Zatímco během prvních měsíců okupace Polska Hitler dával najevo svůj úmysl přeměnit část polského území, která nebyla připojena k Říši, na jedno velké židovské ghetto, později rychle mění názor, když od 29. září 1939 přenechal otázku Polska Alfredu Rosenbergovi. Tato politická změna byla upřesněna po poradě s Hansem Frankem, generálním guvernérem Polska: Polsko bylo zahrnuto do Generalplanu Ost, takže, dle slov Konrada Meyera-Heitlinga, muselo být germanizováno a vedeno dle nacionálně socialistické ideologie. Himmler, iniciátor celého plánu, pak ještě celý plán budoucnosti Polska rozvíjel během léta 1941.

### Zemědělská kolonizace východu
Podobně jako v teoriích Walthera Darrého navrhoval ministr zemědělství a zastánce kolonizace „mečem a pluhem“ Himmler společně s SS porobení oblasti v duchu římských vojenských kolonizací a německých středověkých kolonizací, ať už se jednalo o Řád německých rytířů nebo Jindřicha Lva. Proto Himmler navrhoval uskutečnit osídlení východu, který byl SS prohlášen za oblast již kdysi germanizovanou, a tak zde bylo třeba čistou rasu znovu nechat vzkvétat. Tato oblast měla spočívat na bedrech venkovských vojáků SS dle vzoru římských legionářů; tito vojáci neměli nikdy přestat oddaně sloužit Říši. Reinhard Heydrich si proto přál vytvořit „zeď z venkovských bojovníků“, nábor SS tak sliboval budoucnost vojenským veteránům právě tak jako vesnickým vojákům. Himmler v dubnu 1943 neskrýval před svými nejbližšími spolupracovníky, že budoucnost těchto veteránů nebude poklidná, měli totiž zachovat harmonii a mír mezi indogermánským lidem.
Kolonizace „mečem a pluhem“, tj. zábor půdy a přeměna krajiny, představovala v očích Walthera Darrého, autora teorie Lebensraum, základní kámen nejen z rasového hlediska, jednalo se totiž o způsob navázání na indogermánský lid, považovaný za prapředky Volksdeutsche. Tento zábor území a půdy zaujmul hlavní místo v plánech SS pro tuto oblast.
Poté, inspirována mytickým vzorem indogermánské kolonizace Řecka a Itálie, hledala SS způsob, jak takovýto plán okupace propagovat: tento kolonialistický a imperialistický plán shodující se s ideologií Walthera Darrého, byl později prezentován jako obnova indogermánské tradice ver sacrum v návaznosti na Lebensraum. V tomto duchu Němci obydlovali polské vesnice v úrodném kraji Zamość.
Tyto plány byly systematizovány od roku 1940 Konradem Meyerem: na jaře roku 1940 se objevil plán vytvoření zemědělských oblastí v Polsku kolem budoucí etnické hranice, které měly být propojeny jednak mezi sebou a jednak s Říší.

### Zamość, místo experimentování SS
Od července 1941 Himmler nařizuje Globocnikovi, který byl při této příležitosti jmenován „zmocněným pro vytvoření hlídek SS a policie v nových územích na východu“, aby zahrnul město a okolí do kolonizačních plánů. V příkazu z 12. listopadu 1941 upřesnil cíle okupace: vytvořit vlastenecký model pro Volksdeutsche z Bosny a generálního Gouvernementu, vše založeno na instrukcích Himmlera. Aby byla umožněna rychlá integrace tohoto regionu do Generalplanu Ost, byly tyto plány svěřeny expertům z SS, kteří jej uskutečňovali na základě svých výzkumů nařízených SS-Polizeiführerem Globocnikem. V Zamośći se tak nacházelo 200 členů SS, kteří měli za úkol zkoumat možné způsoby okupace a kolonizace. Poté Hellmut Müller, důstojník SS, definoval způsoby, jakými by se měla odehrávat nacistická kolonizace: první etapa celého procesu měla vytvořit linii vesnic obývaných Němci či Volksdeutsche, což by dalo celé kolonizaci rasový, rasistický rozměr.

### Zamość a zahájení realizace nacistických kolonizačních plánů

Nákres etap realizace akce Zamość

Tento kolonizační plán a první etapa Generalplanu Ost se podřizovala požadavkům obrany germánství. Od zahájení tohoto plánu Globocnik požadoval posunout hranice až na konec plánovaného záboru Polska a vyhnat za hranice všechny původní polské obyvatele dříve, než tato území obydlí Němci. Poprvé rozvíjel myšlenku vytvoření jakýchsi opěrných bodů SS, které měly sloužit jako základny v boji proti partyzánům, blízko nich měli hospodařit „vzoroví“ zemědělci. Tyto opěrné body zajišťovaly požadavky obrany území a vytvářely základny v boji proti partyzánům a také základy budoucích kolonizovaných vesnic. Plán uskutečněný v Zamośći, vypracovaný na základě umírnění původních nereálných plánů, odpovídal právě těmto politickým plánům na vytvoření opěrných bodů dle modelu Waltera Christallera.

### Vliv Himmlera a SS ve všech etapách plánu

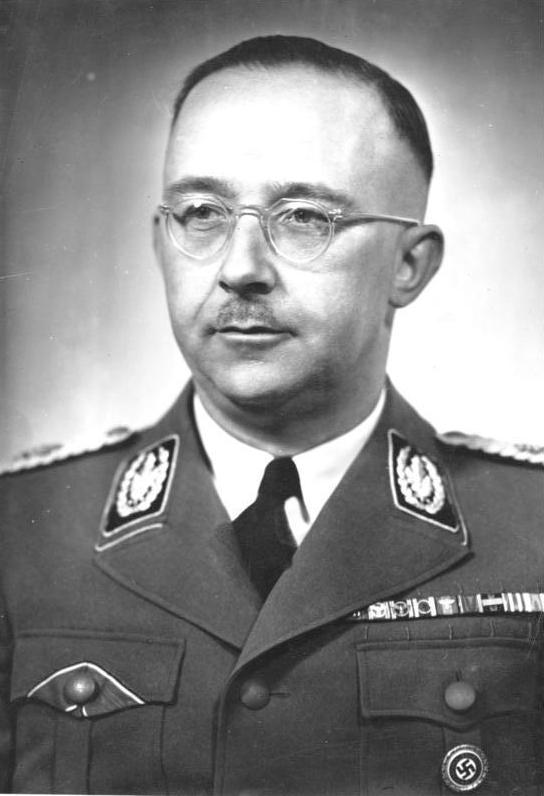
Heinrich Himmler v uniformě SS

V očích Himmlera byl plán kolonizace a obydlení východu novým startem jako pro germánský lid, tak pro půdu, na které se měli Němci usadit. Himmler byl 7. října 1939 jmenován Říšským komisařem pro upevnění německého území, zodpovídal za kolonizační politiku v Generálním gouvernementu; opíral se o nejvyšší šéfy policie a SS v GG, Wilhelma Krügera a jeho podřízené v každé oblasti, aby prosadil rasovou a koloniální politiku SS a expertů Hlavního rasového a osidlovacího úřadu SS. Tato organizace je složena především z kolonizačních expertů, kteří se připojili k NSDAP ve dvacátých letech, využívá svých zvýšených pravomocí v Polsku a rychle uvádí v praxi platná nařízení (platná od 20. a 30. let).
Čtvrté dělení Polska poskytuje nacistickým výzkumníkům příležitost k potvrzení rozpracovaných teorií z 20. let a uvést v praxi kolonizační a rasové plány.
V červenci 1941 je rozhodnuto o germanizaci GG. Himmler, říšský komisař pro upevnění německého území rozhoduje o vytvoření velkého územního celku určeného k osídlení v okolí Lublinu. Jeho vytvoření svěřuje Globocnikovi, pro kterého tento úkol představuje poslední šanci jak se blýsknout v SS. Ve shodě s Wehrmachtem navrhuje Himmlerovi vytvoření Ostwall, tj. východní obranná linie táhnoucí se od Baltu až po Karpaty, vytvořenou z protitankového příkopu v šířce 50 metrů, hlubšího, než je hladina spodní vody. Himmler je projektu nakloněn a chce jej vylepšit o ochranný val.
Po zmapování a vyměření oblasti (existují dohady, že Himmler chtěl vybrané město pojmenovat po sobě), se Himmlerova pozornost zaměřila na Zamość, kde nařizuje okamžitou germanizaci. Toto rozhodnutí se začleňuje do ideologie první etapy kolonizace východní Evropy: jedná se pro něj, jak připomíná ve své řeči k podřízeným na jihu Ruska, o vytvoření záchytných bodů pro kolonizaci kolem hlavních přístupových komunikací. Tyto projekty jsou ve skutečnosti ty stejné, které byly definovány v plánech Konrada Meyera, kterého častokrát Himmler žádal o výzkumy pro realizaci kolonizačních plánů ve východní Evropě a které byly aplikovány SS až do poloviny roku 1943.
Na počátku realizace plánu nechává opravit dlážděné náměstí s trhem ve městě, jehož původ sahá až do renesance, a nechává radnici upravit pro potřeby své a svých návštěv, nakonec se zde dokonce sám zabydlel.
Během následujících měsíců Himmler kontroluje realizaci kolonizačních plánů, zejména v červenci 1942. 19. července ve společnosti Globocnika pečlivě kontroluje celou oblast, velmi se zajímá o průběh třídění populace kategorií I-IV. V listopadu kolonizace pokračuje dle velice přesných rozkazů Himmlera brutálním vyháněním obyvatelstva. Himmler dává rozkazy týkající se také boje proti odboji, který se začíná projevovat od konce roku 1942. Nejvyšší šéf SS a policie z Krakova jej upozorňuje na rozsáhlost těchto akcí zprávou z 28. ledna 1943, Himmler tak přikazuje gradující represe, v případě nutnosti i vyhlazení obyvatelstva polských vesnic.

### Plán Zamość, bod rozporu mezi okupanty
Projekty SS v oblasti Zamośće ovšem vzbuzují v některých německých hodnostářích zdrženlivost. Tyto projekty jsou vytvářeny zejména Frankem, generálním guvernérem Polska a ministrem Rosenbergem a ministrem zemědělství. Himmler, který tyto plány následuje, rozhoduje, aby o původcích plánu nebyla zmínka.
Příprava a realizace plánu Zamość je příčinou bojů mezi Frankem a jeho podřízenými na jedné straně a Himmlerem společně s SS, Bromannem a Lammersem, situace mezi nacisty se tak vyostřuje. Poté Odilo Globocnik a Heinrich Himmler využívají i nejkratších absencí Generálního guvernéra, aby svůj plán posunuli kupředu: 20. července 1942 využívají přesunu Franka do Říše a Himmler na návštěvě v Lublinu definuje výsady SS v oblasti; na konci listopadu 1942 jsou zahájeny první masové přesuny Poláků, opět když je Frank na cestách po Říši. Frank na to reaguje bojem proti Himmlerovým reprezentantům v GG, na setkáních s ministrem (zejména 25. ledna 1943) a ve svých dopisech s Hitlerem. Na počátku roku 1943 Frankův přístup přináší své ovoce, Himmler mění svůj přístup zčásti kvůli změnám po prohře u Stalingradu.
Tyto nesoulady mezi podřízenými Generálního guvernéra se projevují také jinak, než zasíláním množství dopisů do Berlína: ironicky a výsměšně jeden z podřízených přejmenovává Pflugstadt na Himmlerstadt.
Během roku 1943 Frank sklidí očekávaný úspěch, ale opět čelí Himmlerovi, který je v srpnu jmenován ministrem vnitra. Jeho úřad je rychle zredukován na pouhé přeposílání a přenášení rozkazů z Berlína. Od té doby nový ministr vnitra nezohledňuje Generálního guvernéra Polska a námitky, které vynáší.
Ve skutečnosti tyto rozpory a rivality zahalují rozdílnost přístupů k plánu germanizace Polska. Zatímco Frank zastává pomalou germanizaci, často asimilující původní obyvatelstvo, Globocnik, který přebírá ideologii svého nadřízeného Himmlera, preferuje rychlou germanizaci postavenou na rádoby vědeckých principech a kvalitativních a kvantitativních výzkumech původní populace, s vidinou vyhledání jedinců germánských nebo germanizovatelných.

## Rychle uskutečněné plány

### Osud původního obyvatelstva
Již před oficiálním zavedením kolonizačního plánu v roce 1941 byli obyvatelé přepočítáni a rozděleni podle jejich národnostního a náboženského původu. Místní hodnostáři, převážně polského původu, byli zadržováni a popravováni od jara 1940. Na konci roku 1942 došlo k vyhnání Poláků.

#### Shoa v oblasti Zámość, důležitá etapa v zavedení kolonie
Pro iniciátory tohoto plánu představovalo vyhlazení židovské populace v oblasti nezbytný předpoklad ke kolonizaci stejně jako důležitou část provedených etnických čistek. Tyto čistky byly usnadněny blízkostí vyhlazovacího táboru v Belzeci, vzdáleného 40 km od Zamośći. V důsledku blízkosti tábora měli obyvatelé jasnou představu o osudu Židů v nacistické Evropě
V listopadu 1941 bylo obyvatelstvo v oblasti náležité přepočítáno a roztřízeno, následně bylo zahájeno masakrování Židů. Masakr se odehrával okázalým způsobem, který měl srazit polského ducha a přesvědčit Poláky, aby se nestavěli na odpor kolonizační politice pod hrozbou vystavení stejnému masakru. O rok později, v listopadu 1942, byli všichni Židé v oblasti vyhlazeni.
V den svátku Pesach 11. dubna 1942, což bylo Němci úmyslně vybráno, provedly jednotky SS jejich první razii proti židům ve městě, jelikož jich zde bylo více v důsledku příjezdu Židů z Protektorátu a z Říše. Židé byli v oblasti eliminováni, buď popraveni zastřelením, deportováni do Belzece, anebo shromážděni v ghettech, kde byli vystavěni hladu, strachu a nemoci tyfus. Tato ghetta byla vyprázdněna v průběhu podzimu 1942, shromáždění Židé byli zastřeleni v říjnu. Poslední zmínky o střelbách a deportacích Židů v novinách pod správou místních hodnostářů byly z 26. listopadu 1942.

#### Vyhnání Poláků

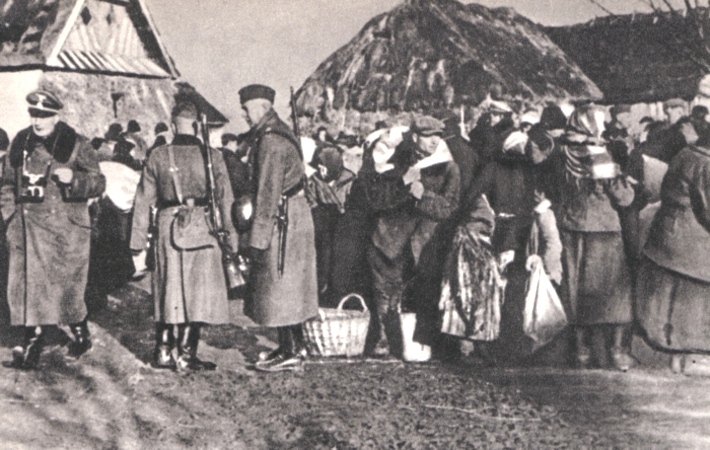
Vyhánění Poláků z Zamośći mezi lety 1942 a 1943.

Vyhánění Poláků začíná v listopadu 1941 a několik tisíc těch, kteří unikli masakrům v roce 1940, je brutálním způsobem vyhnáno či umístěno do farem odebraným Židům v regionu. Tyto odsuny narušují místní ekonomiku, což způsobuje neshody mezi německými funkcionáři. Funkcionáři v zemědělství otevřeně odsuny kritizují.
Jakmile jsou Židé listopadu 1942 vyhlazeni, v oblasti jsou uplatněna nařízení o odsunu Poláků od následujícího dne, 27. listopadu, Od tří hodin ráno. Ve vesnicích obklopených německou policií a jednotkami SS obyvatelstvo dostává rozkaz opustit jejich farmy a jejich majetek, s výjimkou jediného zavazadla na osobu, přičemž všichni vzdorující a prchající byli na místě odpraveni. Během první vlny této „evakuace“, od 27. listopadu do 17. prosince 1942, byla obec Skierbieszów seskupující čtyřicet vesnic na severu Zamośći vojenskou zuřivostí zbavena 50 tisíců obyvatel. Vyhnaní Poláci byli shromážděni v jejich vesnici, někdy jen během několika hodin, a poté odvedeni přes pole směrem k jiným vesnicím pod dohledem jednotek SS, které je likvidovaly i při nejmenším odporu.
V prospěch operací v boji proti stoupencům označených Werwolf I a Werwolf II bylo roku 1943 odsunuto dalších 65 000 lidí. V průběhu první operace bylo 87 osob z celkových 32 tisíc odsunutých posláno do Říše na poněmčení, 9% je přeřazeno do skupiny IV určené na smrt a zbytek je poslán do Říše pracovat.
Druhá operace končí odsunem 36 396 osob, z čehož je 264 zařazeno do skupin I a II, 81% do skupiny III, 71% zůstává s generální vládou, 10% je posláno pracovat do Říše a zbytek je deportován do tábora Majdanek. 7 tisíc Ukrajinců je navíc během tohoto období odesláno do lepších podmínek než Poláci, jelikož si mohou odnést svůj majetek a jsou umístěni do okolí Hrubieszow, ze kterého již bylo vyhnáno 4,5 tisíce Poláků.

#### Rozdělení obyvatelstva a jeho osud
Jakmile jsou vyhnáni, jsou Poláci umístěni ve „shromažďovacích táborech“ v samotném Zámostí.
Podle nacistických kritérií a rasové zkoušky, která následuje po vyhnání, jsou nežidovské populace z regionu rozděleny do čtyř skupin s rozdílným osudem.
Členové skupiny I a II, ti „rasoví“, jak je nazývají odsouzenci ze shromažďovacího táboru, jsou označeni jako Němci třetího řádu a jsou posláni především do Lodže. Musí zde podstoupit testy, zahrnující vyčerpávající antropometrickou zkoušku, vedoucí k další selekci – poté už jsou členové těchto skupin odesláni do Říše k poněmčení. Jsou zde umístěni k pozorování, které předchází udělení německého občanství.
Členové skupiny III jsou rozděleni do dvou skupin: rolníci, kteří zůstávají na místě, aby sloužili jako pracovní síla obyvatelstvu Volksdeutsche a musí se tedy usídlit v oblasti; a ostatní, kteří jsou rozptýleni v Říši, anebo v generální vládě, aby zde pracovali a nahradili Židy přidělené ke strategickým výrobám.
A posledně, členové skupiny IV, seskupující osoby neschopné pracovat, jsou posláni do Osvětimi, anebo do vesnic pro rentiéry, tedy do starobinců. do těch jsou nahnáni všichni lidé starší sedmdesáti let a mladší čtrnácti let. a jsou zde seskupeni náhodně.
Díky záznamu centrálního úřadu pro migranty v generální německé vládě jsou známa čísla z prvního masivního odsunu z prosince 1942: 9 771 osob původem z 60 vesnic z oblasti bylo odsunuto a podstoupeno sítku rasové selekce jednotek SS. Ze 7 055 osob studovaných rasovými odborníky z SS, jich 314 bylo zařazeno do skupiny II k poněmčení, 5 147 bylo zařazeno do skupiny III, tedy k práci do Říše, a 1 594 deportováno do pracovního tábora Osvětim.
Mezi 5 147 lidmi ze skupiny III jich bylo 1 751 posláno do Altreichu pracovat, 1 436 osob bylo přislíbeno do vesnic pro rentiéry, především ti nejstarší a neschopní pracovat, 1 838 dětí starých méně než 14 let bylo přepočítáno a několik z nich bylo adoptováno různými páry z Říše.
806 zbývajících Poláků bylo zaměstnáno v generální vládě. Ze 7 055 Poláků zaregistrovaných během této operace jich bylo 2 609 připraveno o budoucnost z důvodu jejich smrti, útěku, nebo tím, že na místě zůstali, zatímco 1 310 osob bylo posláno pracovat do Říše čtyřmi transporty (jak uvádí funkcionář SS zabývající se operací selekce), 2 077 osob bylo posláno dvěma transporty do vesnic pro rentiéry, což byly vlastně skupiny domů, z nichž byli vyhnáni židovští obyvatelé. 285 Poláků bylo posláno do Říše na poněmčení a 644 osob bylo deportováno do pracovního tábora v Osvětimi..
Válečné operace vedené Globocnikem dovolují německým okupantům rozšířit selektivní proces na stále větší množství Poláků bydlících v oblasti. Obyvatelstvo vesnic nalézajících se v pásmech určených pro vojenské operace zná totiž proces rasové selekce určené k detekování dětí vhodných k poněmčení. 6 000 z nich je takto legálně odebráno jejich rodičům a podstoupeno další selekci v táboře v Lodži. Tam, jsou-li prohlášeni za potomky Němců, jsou rozděleni do dvou táborů v Lodži, do rasového tábora nebo do přepravního tábora. Ten první z nich je řízen Hlavním rasovým a osidlovacím úřadem SS RuSHA, druhý říšským úřadem pro migranty. Děti zavedené do přepravních táborů jsou postoupeny pozorování, tedy studovány z hlediska chování a rasy, přičemž odborníci z SS u nich mají rozpoznat charakteristické germánské znaky. Děti internované do rasového tábora jsou dále svěřeny adoptivním rodinám v Říši a stávají se předmětem systematické integrační politiky do německého lidu, což je politika propagovaná a řízená Himmlerem osobně.
Až do června roku 1943 bylo dohromady 16 618 osob podrobeno této rasové zkoušce. Čtvrtina byla zařazena do skupiny I a II, tedy poslána do Říše a poněmčena, 58% jich bylo zařazeno do skupiny III a zbytek je považován za neschopný práce a odeslaný do Osvětimi nebo do vesnic pro rentiéry. 100 000 Poláků bylo navíc vyhnáno a Židé byli vyhlazeni..

### Osidlování

#### Noví osadníci

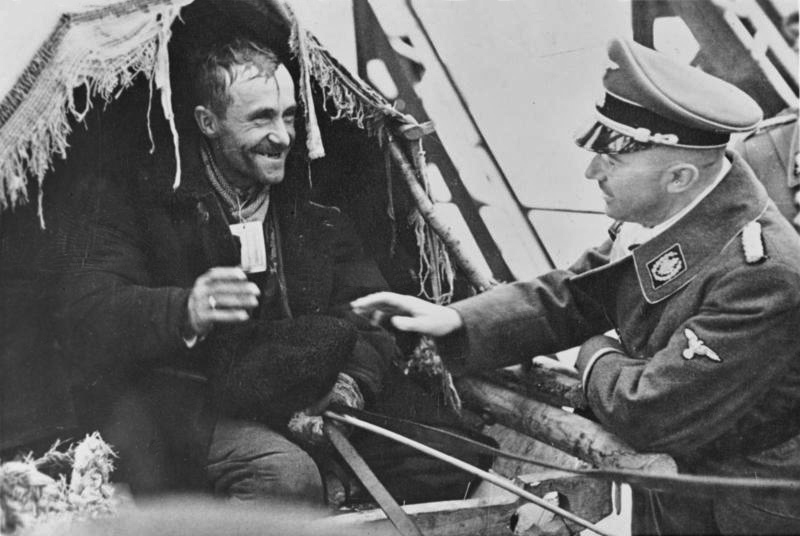
Plány stanovené pro oblast ještě před operací Barbarossa

Jednotky SS považují průzkum Volksdeutsche mezi Poláky v regionech propadlých Říši za důležitou etapu při osidlování, která by měla být vedena vědecky.
Rodiny, které se musí usídlit v Pflugstadtu jsou přísně vybrány mezi všemi Volksdeutsche z celé Evropy. Rodiny kandidující ke kolonizaci oblasti musí být vhodnými potomky Árijců, mytického (a plodného) lidu) tolik uznávaného německými rasovými odborníky a musí mít minimálně osm dětí podle obrázku rodin Volksdeutsche původem z Moldávie, navštívených Heidensteinem a ustanovených jako model demografického chování vládou Fischera v květnu 1943. Tyto plodné rodiny jsou zproštěny kolonizačního dluhu, včetně jejich početného potomstva, čímž je kolonizační závazek uzavřen během jejich usídlení..
K těmto Volksdeutsche polského původu se připojují Volksdeutsche z baltských zemí, z Besarábie, z Volyňska a od Volhy, z nichž první jsou v Říši přijati Himmlerem osobně, v důsledku výměn populací umožněných paktem Ribbentrop–Molotov. Během dvouleté lhůty strávené prací v Říši může 24 300 z nich zamýšlet o usídlení v Zamośći.
Jakmile je obyvatelstvo identifikováno, nacističtí organizátoři u rodin usilují o vytvoření pocitu sounáležitosti k německému lidu. Zapsáním na Volkliste, který sčítá všechny Němce, mohou Volksdeutsche využívat množství výhod a péče: finančních příspěvků, německých jazykových kurzů, navazování kontaktů s Volkdeutsche ze sousedících nebo vzdálených regionů, dvojjazyčného měsíčníku určeného k posílení německého pocitu sounáležitosti, či dokonce organizovaných představení pro děti.
Noví osadníci většinou pocházejí z různých komunit Volksdeutsche, jako například v malém městě Zawada ležícím asi deset kilometrů od Zamośći, jak to konstatuje Ludwig Fischer, člen jednotek SA, bojovník NSDAP od roku 1926, správce Varšavy a blízký Franka, během jedné návštěvy v květnu 1943. Odborníci SS si dokonce přáli umístění Volksdeutsche původem z různých regionů Evropy do každé vesnice, které měly být kontrolovány Říší, aby bylo zabráněno vzniku solidárnosti mezi osadníky ze stejného regionu. Ve městě Zawada, které bylo navštíveno Fischerem a mělo být přejmenováno na Wirsing, byl umístěn jeden obyvatel Volksdeutsche ze Srbska, dvanáct z Besarábie, devět z Ruska stejně jako z Chorvatska a dvanáct Volksdeutsche původem z jiných krajů Polska. Tato situace, jež vytvářela „cizince mezi cizinci v cizině“ umožnila nacistickým funkcionářům velký prostor k výkonu jejich výsad a také k zavedení sociální a ekonomické hierarchie mezi osadníky.

#### Usídlení a každodenní život v koloniích SS
I když vyhnání Poláků nebylo ještě zcela dokončeno, na jejich farmách už byli s pomocí SS nastěhováni němečtí osadníci. Cesty obou národů se však neprotnuly. Jedni totiž mířili do selekčních táborů, druzí do svých nových domovů. Přistěhovalecká vlna ze začátku ledna 1943 je už známější. 4. ledna se vybrané rodiny společně se svými věcmi shromáždily ve vesnici, která je měla přijmout. Zde už čekal Dorfführer (velitel vesnice), Wehrbauer (rolnický voják) a člen SS a Němec pocházející z Říše obklopen svými blízkými kolaboranty a také ženské členky nacistických organizací. Ty poslední, především studentky, připravovaly (zejména uklízely) domy, které jejich bývalí majitelé často opustili jen několik dní předtím. Velitel vesnice pak jednotlivé farmy podle pečlivě připravené pozemkové knihy přidělil jednotlivým osadníkům. Na těchto farmách, jejichž pozemek činil 30 hektarů, osadníci našli jak dobytek, tak i zemědělské vybavení, které zde zanechali polští rolníci.
V čele těchto zemědělských kolonií se nacházel probošt obklopený poradcem a soudcem, který plnil svou funkci na základě práv platných v Říši, včetně ustanovení týkajících se zemědělských zákonů, které měly omezit fragmentaci země. 9. května 1943, po pořádkové prohlídce, guvernér lublinského okresu Ludwig Fischer předsedá inauguraci proboštů a vesnických starostů.
Podle nařízení Globocnika se specifický typ náboženství praktikován SS, paganismus, zde měl stát jakýmsi oficiálním náboženským kultem: v koloniích byly hromadně slaveny svátky jako byl festival Yuly či oslavy slunovratu, jichž se museli účastnit všichni osadníci.

#### Přestavba území
Vyvlastnění majetku polské populace, ať už židovské či nežidovské, umožnilo rozdělení půdy. Polské území v oblasti Zamość bylo rozděleno na velmi rozsáhlé pozemky. Aby bylo umožněno rozdělení půdy rovným dílem, muselo být německé území rozděleno na menší pozemky, přičemž jednotlivé dlouhé parcely byly odděleny ploty. V souvislosti s jejich rozdělením mohly pozemky taky vynášet větší výnosy. Tyto pozemky, podle bývalého polského způsobu, v realitě využívaly plochu 30 hektarů a byly uspořádány okolo farmy. Předávány byly na základě vůle vlastníka, který sám volil svého nástupce s tím, že přednost dával jednomu ze svých synů. Co se týče německých pozemků, ty byly dány každé rodině, bez nutnosti platit nájem, pro období jedné generace. Po uplynutí zkušební doby 33 let rodina získala veškerá práva vycházející z německých zemědělských zákonů z let 1930.
V rámci germanizace území proběhla rovněž germanizace zeměpisných názvů, tak se například Bortatyzce stalo Baltenhofem, Skierbieszów nese germánský název Heidenstein a Zawada musí být označována jako Wirsing.

## Polská a ukrajinská populace čelí kolonizaci
Plány Himmlera a Globocnika mají za následek také reakce ze strany místního lidu. Aby se obyvatelé vyhnuli nuceným přesunům, unikají a tvoří partyzánské skupiny. Existence a četná aktivita těchto partyzánů donutila Němce zahájit v roce 1943 vojenské operace..

### Ukrajinci a Poláci pod německým útlakem
Po vyhlazení Židů se místní populace rozděluje na polskou a ukrajinskou, do vesnic s polskou většinou a s ukrajinskou většinou. Vzhledem k předcházejícímu dvacetiletému období, kdy Polsko utlačovalo ukrajinskou menšinu, se generál Hans Frank pokouší vyprovokovat Ukrajince proti Polákům.
Nejprve, ušetřeni evakuací, jsou Ukrajinci využiti jako nárazník mezi Poláky, tj. nepřáteli, a Němci. Navíc je z Ukrajinců vybrána spousta nacistických kolaborantů, jako např. Hiwi (Hilfswillige, Hilfswissenschaftler), dobrovolníci pro Schutztruppen (vojska do Afriky), ukrajinští představitelé SS, nespolehliví a využívající beztrestnosti, využívaní především v operacích proti partyzánům a při etnických čistkách. Avšak i přes kolaboraci Ukrajinců si němečtí funkcionáři, Globocnik a Frank, nepřejí zachovat ukrajinskou populaci. Ve vesnicích určených na opětovné osídlení Němci jsou Ukrajinci zbaveni majetku a odsunuti, ale dostávají výměnou majetek a pozemky získané od Poláků a Židů, často mnohem rozsáhlejší než jejich původní statky, ale většinou na méně úrodné půdě.
Část polské populace, které bylo umožněno zůstat na okupovaném území, je podrobena nejrůznějším přesunům a represím ze strany Němců a ukrajinských kolaborantů. Tito obyvatelé zčásti zastávají postoj pasivního odporu vůči okupantům a jejich místním spojencům a zčásti podporují vojenský odpor tvořený obyvateli na útěku, sovětskými dezertéry a uprchlíky z blízkých vězeňských táborů pocházejících z různých armád (sovětská, francouzská).
Rozdíl v přístupu k těmto dvěma skupinám obyvatel donutil některé Poláky, aby se pokusili o to být zapsáni na seznamy ukrajinského obyvatelstva (vytvořených okupanty), což odpovědní ukrajinští kolaboranti tolerují výměnou za to, že tito Poláci konvertují na pravoslavné křesťanství; to způsobuje komplikace a odlišnosti ve zprávách a oznámeních od okupantů a od církve.

### Odboj, jeho činnost a německá represe
Odsunuté obyvatelstvo přichází posílit odbojové skupiny, které se rychle rozšiřují, zejména po začátku bojů na východní frontě..
Aby polský odboj, který je rychle obeznámen s původem a velikostí plánů kolonizace v Zamośći, mohl bojovat proti německým čistkám, připravuje podmínky pro příchod vesničanů, kteří jsou cílem potenciálních etnických čistek, a tak utíkají, zejména pod rouškou noci a mlhy, přinášejí s sebou část jejich osobního majetku, zemědělského nářadí a svůj dobytek. Tito utečenci se přidávají na stranu odboje nebo vytváří tajné ilegální spolky, které využívají pomoc svých vlastenců. Pod hlavičkou odboje působí také různí jiní obyvatelé, kteří bojují proti Říši: polští vojáci, kteří nebyli povolání v roce 1939, sovětští a francouzští váleční zajatci z táborů, Židé uniknuvší zajetí.
Polští odbojáři, stále lépe organizovaní, navíc v úzkém kontaktu s polskou „Zemskou armádou“, rozšiřují své bojové operace proti okupaci a pátrání po nositelích čisté německé krve ve zdejší oblasti: pokouší se systematicky likvidovat obecní matriky.Avšak z důvodu limitovaných prostředků mají odbojářské jednotky nařízeno nedostávat se do styku s nepřítelem mimo případ obrany civilistů. Jedná se o nařízení, které není vždy respektováno, příkladem je noční zásah z 27. na 28. prosince 1942 proti třem Němci obydleným vesnicím kolem Lipska: během této akce jsou tyto vesnice vypáleny, Němci se pokoušejí bránit, ovšem rychle vyklízejí své pozice, nechávají za sebou několik desítek mrtvých a zraněných. Na jaře roku 1943 jsou místní německé autority paralyzovány či rovnou ohrožovány odbojářskými útoky, což má za následek opětovné nasazení německých jednotek do této oblasti.
Poprvé německá opatření podcenila rozsáhlost a prostředky, kterými disponuje odboj. Poté, jako pokračování útoků z prosince 1942, se objevuje v Lipsku, 8 km od Zamośći, skupina 80 četníků, kteří zastřelí 15 náhodných lidí a stahují se zpět. Následujícího dne, 30. prosince 1942, se objevuje skupina 100 četníků posílených 300 dalšími lidmi z Volksdeutsche ozbrojenými za pomocí SS, která chce dostat zpět ztracenou oblast. Tato jednotka naráží na těžce ozbrojené jednotky dohromady 130 partyzánů podpořených 37 sověty, které se stahují až po pěti hodinách boje a po zásahu Luftwaffe. Partyzáni během boje ztrácí 8 mužů, Němci počítají 200 mrtvých a 30 zraněných. Během následujících dní odbojáři organizují pozoruhodné akce, zejména během noci na Nový rok 1943, kdy přerušují železniční dopravu v celé oblasti.
Odbojářské operace mají za následek řetězec operací německé represe, ty jsou s postupujícím časem stále násilnější. Na začátku června 1943 je zmasakrováno 183 ze 196 obyvatel vesnice Sochy. Cette spirale culmine avec les opérations Werwolf I et II, menées avec le soutien de supplétifs ukrainiens. Tyto německé akce kulminují operacemi Werwolf I a II, které jsou vedeny s podporou Ukrajinců a jsou zahájeny od 23. června; nejenže tyto dvě operace ničí zemědělskou produkci, ale znovu přináší plány Himmlera, který žádá celou oblast znovu podrobit okupaci po setbě.Aby mohly být represe proti partyzánům úspěšně vedeny, Himmler do oblasti posílá Ericha von dem Bach-Zelewskim, zplnomocněného v boji proti partyzánským tlupám, aby společně s Frankem upřesnili postupy později praktikované v boji proti partyzánům.
Poté Globocnik angažuje do první protiodbojové akce nejen policii a četnictvo z Lublinu, ale i šest oddílů motorizované policie a dva oddíly SS složené z ukrajinských kolaborantů, což dělá 10 000 vojáků vyzbrojených i letectvem a dělostřelectvem. Akce má za cíl obec Alexandrow a její okolí obývané 7 000 lidmi. Tyto vojenské manévry se ovšem rychle stanou neúspěšnými, posilují odboj, navíc vesničané zbaveni vlastnictví zamezují německému obyvatelstvu v osidlování zabraných statků..
Během bojových operací proti odboji v roce 1943 SS pokračuje, tentokrát pod záminkou boje proti partyzánům, v násilném odsunu a selekci obyvatelstva: 36 500 lidí prochází přes tábor SS v Zamośći. 264 obyvatel je prohlášeno za germanizovatelné (kategorie I a II), 29 000 z kategorie III je posláno na nucené práce do Polska nebo do Říše a 4 500 dětí je posláno buď na adopci a převýchovu do Říše nebo na smrt..

## Konec operace Zamość

### Paralýza okupovaného území
V měsících, které předcházely osamostatnění oblasti, odboj dosahuje takového rozsahu, že paralyzuje její ekonomickou aktivitu, jak potvrzuje guvernér Lublinu Himmlerovi v dopise 3. května 1944. V posledních momentech okupace území, v únoru 1944, je odhaleno středisko sovětských a ukrajinských partyzánů. Vzhledem k tomuto odhalení (cca 5 000 bojovníků, neustále posilováno během následujícího měsíce) je založena obranná milice.

### Konec plánu
Sovětské plány tlačí okupanty (ať už se jedná o vojáky Říše nebo členy Volksdeutsche) od března k opuštění regionu. Na jaře 1944 se z oblasti stává bitevní pole, ovšem Wehrmacht i SS postupně vyklízejí své pozice i přes mnoho nových dobrovolníků v SS..
Avšak vzhledem k sovětským úspěchům v Haliči a v Polsku němečtí okupanti opouštějí město a s ním i plány na okupaci území: region je vyklizen velmi rychle po zahájení útoku 12. července 1944. Od 23. července se polský odboj, podporovaný exilovou vládou z Londýna, zmocňuje vlády, než ustoupí před komisí v Lublinu 3. srpna.